# Detroit Diesel
Detroit Diesel Corporation (DDC)  je ameriški proizvajelec dizelskih motorjev. Sedež podjetja je v Detroitu, v zvezni državi Michigan. DDC je podružnica od Daimler Trucks North America LLC, ki je sam podružnica od Daimler AG. Podjetje je od ustanovitve leta 1938, proizvedlo več kot 5 milijonov motorjev, 1 milijon od njih je še vedno v uporabi. DDC proizvaja tudi transmisije, gredi (osi) in druge komponente. 
DDC motorje se lahako najde v tovornjakih Freightliner Trucks, Western Star in SelecTrucks.